# دومينيك بريسلير
دومينيك بريسلير (20 سبتمبر 1995 بالتشيك - ) هو لاعب كرة قدم تشيكي في مركز الدفاع.

## روابط خارجية
- دومينيك بريسلير على موقع قاعدة بيانات كرة القدم.إي يو (الإنجليزية)
- دومينيك بريسلير على موقع Soccerway.com (الإنجليزية)